# Manuel Rodrigues de Carvalho

Manuel Rodrigues de Carvalho.

Manuel Rodrigues de Carvalho (Oeiras, 22 de Março de 1929 — 8 de Setembro de 1999) foi um farmacêutico e oficial do Exército Português, onde atingiu o posto de tenente-coronel de Artilharia, que exerceu as funções de Ministro da Educação e Cultura do III Governo Provisório (4 de Dezembro de 1974 a 26 de Março de 1975).